# Ratpenat d'espatlles grogues de Paulson
El ratpenat d'espatlles grogues de Paulson (Sturnira paulsoni) és una espècie de ratpenat de la família dels fil·lostòmids. Viu a altituds de fins a 300 msnm a Grenada, Saint Lucia i Saint Vincent i les Grenadines. Es tracta d'un animal frugívor. El seu hàbitat natural són les selves pluvials. Està amenaçat per fenòmens naturals com els huracans, canvis en la cobertura del sòl i l'expansió de l'agricultura. Originalment descrit com a espècie a part, posteriorment fou classificat com a subespècie del ratpenat d'espatlles grogues flor de lis (S. lilium) fins a principis del segle xxi. Fou anomenat en honor de Dennis R. Paulson, que en recollí l'holotip.